# Szent Paraszkiva-fatemplom (Alsóboj)
Az alsóboji Szent Paraszkiva-fatemplom műemlékké nyilvánított épület Romániában, Hunyad megyében. A romániai műemlékek jegyzékében a  HD-II-m-A-03259 sorszámon szerepel.